# Панайот Попов
Панайот А. Попов е български стопански деец, финансист и бивш кмет на Русе.
Роден е в Русе на 30 ноември 1848 г. 
Той е преди всичко стопански деец, но принуден от обстоятелствата става председател на Тричленната общинска комисия. Основната грижа която има е организирането и провеждането на местните избори. Говори няколко чужди езика, от които най-добре турски, гръцки и еврейски. Участва в много културни и обществени прояви, като възстановяването дейността на читалище „Зора“ през 1883 г. Името му е често срещано сред учредителите на първите кредитни и търговски институции в Русе. Първи председател на Спестително дружество „Начало“, основано през 1882 г. Със създаването през пролетта на 1890 г. на Първата българска търговска камара Панайот Попов става неин председател. Той е един от главните инициатори за създаване на Първото българско акционерно застрахователно дружество „България“ в края на същата година и от 1891 до 1910 г. е председател на Управителния му съвет. По време на кметуването си избягва да декларира политическа ангажираност. Помощници са му Лазар Динолов и Цони Паяков.
Панайот Попов е между съоснователите и членовете на Управителния съвет на Българска търговска банка (БТБ) (1895) и на бюрото на създадената през същата година Русенска търговско-индустриална камара. Собственик и акционер в няколко предприятия и фирми.
В края на живота си Панайот Попов завещава 40 акции, всяка по 20 златни белгийски франка от кожарската си фабрика на сиропиталището „Елеонора“ и трапезарията „Бедни студенти“ в Русе.
Умира  на 7 октомври 1910 г. в Русе.